# Musa Isah
Musa Isah (26 agosto 2000) è un velocista bahreinita, medaglia di bronzo nella staffetta 4×400 metri mista ai Mondiali di Doha 2019.

## Palmarès
| Anno | Manifestazione      | Sede      | Evento        | Risultato  | Prestazione | Note              |
| ---- | ------------------- | --------- | ------------- | ---------- | ----------- | ----------------- |
| 2016 | Mondiali under 20   | Bydgoszcz | 200 m piani   | Batteria   | 21"53       |                   |
| 2018 | Mondiali under 20   | Tampere   | 400 m piani   | Semifinale | 46"94       |                   |
| 2018 | Giochi asiatici     | Giacarta  | 4×100 m       | Batteria   | 39"67       |                   |
| 2018 | Giochi asiatici     | Giacarta  | 4x400 m       | 5º         | 3'03"97     |                   |
| 2019 | Campionati asiatici | Doha      | 4×400 m mista | Oro        | 3'15"75     |                   |
| 2019 | Mondiali            | Doha      | 4×400 m mista | Bronzo     | 3'11"82     | Record asiatico   |
| 2023 | Giochi asiatici     | Hangzhou  | 4x400 m       | Finale     | dns         |                   |
| 2023 | Giochi asiatici     | Hangzhou  | 4x400 m mista | Oro        | 3'14"02     | Record dei Giochi |
| 2024 | World Relays        | Nassau    | 4×400 m mista | Batteria   | dnf         |                   |